# Jung Ji-soo
Jung Ji-soo (kor. 정지수; * 2. Mai 1990) ist ein südkoreanischer Fußballspieler.

## Karriere
Jung Ji-soo erlernte das Fußballspielen in der Schulmannschaft der Suncheon High School. Von 2009 bis 2011 stand er bei den südkoreanischen Vereinen Busan IPark und Yongin City FC unter Vertrag. Mitte 2011 wechselte er nach Europa. Hier unterschrieb er in Portugal einen Vertrag beim Atlético SC Reguengos in Reguengos de Monsaraz. Anfang 2012 kehrte er in seine Heimat zurück. Hier verpflichtete ihn der Seoul Nowon United FC. Mit dem Verein aus Seoul spielte er in der dritten Liga, der K3 League. Mitte 2012 zog es ihn nach Thailand. Hier verpflichtete ihn der Navy FC. Mit dem Verein aus Sattahip spielte er in der zweiten thailändischen Liga, der Thai Premier League Division 1. Die Hinserie 2013 stand er beim thailändischen Erstligisten Pattaya United FC in Pattaya unter Vertrag. Für die Dolphins absolvierte er 13 Erstligaspiele und schoss dabei vier Tore. Nach der Hinserie spielte er bis Ende des Jahres bei seinem ehemaligen Verein Seoul Nowon United FC in Südkorea. Die Saison 2014 stand er beim Zweitligisten Phitsanulok FC im thailändischen Phitsanulok unter Vertrag. Am Ende der Saison musste er mit dem Verein in die dritte Liga absteigen. Wo er seit 2015 unter Vertrag stand, ist unbekannt.